# Chiseldon
Chiseldon es una localidad situada en la autoridad unitaria de Swindon, en el condado de Wiltshire, en Inglaterra (Reino Unido), con una población estimada a mediados de 2016 de 2057 habitantes.
Se encuentra ubicada al este de la región Sudoeste de Inglaterra, cerca de la frontera con la región Sudeste de Inglaterra, de la ciudad de Trowbridge —la capital del condado— y de los restos arqueológicos de Stonehenge y Avebury.